# مجموعة جمعة الماجد القابضة (الإمارات)
مجموعة جمعة الماجد القابضة (بالإنجليزية: Juma Al Majid Holding Group) هي شركة قابضة إماراتية ومجموعة أعمال تجارية يقع مقرها الرئيسي في دبي. تضم مجموعة جمعة الماجد القابضة 33 شركة و150 فرعًا في الإمارات العربية المتحدة وعبر دول مجلس التعاون الخليجي، وتعمل في مجالات السيارات والشحن والعقارات والمقاولات والبناء والسلع الاستهلاكية سريعة التداول والتوزيع والسفر والتجزئة والضيافة والسياحة وغيرهم. تأسست الشركة عام 1950 على يد مالكها ومؤسسها رجل الأعمال الإماراتي والمستشار السياسي جمعة الماجد.

## التأسيس والتوسع
مجموعة جمعة الماجد القابضة تأسست في عام 1950 على يد مؤسسها ورئيس مجلس إداراتها، السيد جمعة الماجد. كانت الشركة في بدايتها تنشط بشكل رئيسي في مجال التجارة. إلا أنها شهدت توسعًا ملحوظًا بعد توحيد الإمارات لتشمل قطاعات حيوية أخرى مثل مقاولات الهندسة الإلكتروميكانيكية والمدنية، والترفيه، والسّياحة، والبناء والتصميم، والسفريات، والخدمات المالية، وإدارة الأصول، والسيارات، والآلات والمعدّات الصّناعيّة، وإدارة العقارات والنقل، والسلع الاستهلاكية سريعة التداول. كما لا يقتصر نشاط المجموعة على التشغيل المباشر، بل تتضمن أعمالها أيضًا الاستثمارات المالية وإدارة المحافظ الاستثمارية، وذلك على المستوى المحلي والعالمي.

## مسيرة المجموعة
- 1950: تأسست مجموعة جمعة الماجد القابضة على يد جمعة الماجد.[13]
- 1950: أٌنشئ قسم الأدوات المنزلية، والذي يمثل العلامات التجارية العالمية الرائدة في دولة الإمارات العربية المتحدة.[14]
- 1958: أٌنشئ قسم الإطارات والبطاريات للمجموعة، وتم توقيع اتفاقية لتوزيع إطارات Yokohama في دولة الإمارات العربية المتحدة.[15]
- 1962: دخلت المجموعة في قطاع السلع الاستهلاكية سريعة التداول عبر تأسيس شركة الخليج للتجارة والتبريد ذ.م.م. (GULFCO).[16]
- 1967: أنشأت المجموعة شركة الملاحة العامة والتجارة (جينافكو) ذ.م.م. لتوريد المركبات التجارية، ومعدات بناء الطرق، ومعدات المحاجر والتعدين، ومعدات المناولة ومواد التشحيم والمعدات الصناعية. كما وقعت جينافكو اتفاقيات توزيع حصرية مع شركة أم تي يو وشركة أليسون للمحركات وشركة بي بي لمواد التزييت والتشحيم.[17]
- 1971: إنشاء قطاع المقاولات والخدمات بالمجموعة من خلال تأسيس شركة العربية للتوريدات الفنية والمقاولات لتوريد اللوازم الفنية المتعلقة بأنظمة التكييف ومواد البناء واكسسوارات التكييف.[18]
- 1971: إنشاء شركة العربية الكتروميكانيك ذ.م.م. لتلبية متطلبات صناعة البناء في دولة الإمارات العربية المتحدة.[19]
- 1971: إنشاء قسم المعدات المكتبية للمجموعة.
- 1976: وسعت المجموعة انشطتها لتدخل في مجال الساعات.[20]
- 1977: تأسست شركة "الماجد إليس" والتي أعيدت تسميتها لاحقًا إلى "شركة العربية للأمن والسلامة ذ.م.م."[21]
- 1981: تأسست شركة الماجد للسفريات، وهي وكالة سفر متكاملة الخدمات.[21]
- 1982: تأسست شركة الخدمات الهندسية العامة ش.م.م (جنسرف) في سلطنة عمان.[22]
- 1983: وسّعت المجموعة عملياتها من خلال إدخال علامة هيونداي إلى السوق الإماراتي.[23]
- 1986: تأسيس الشركة العربية للمصاعد والأنظمة المتحركة ش ذ م م.
- 1988: تأسست شركة الماجد للسيارات لتمثيل شركة كيا داخل الإمارات.[24]
- 1989: تأسس مركز جمعة الماجد للثقافة والتراث.[25]
- 1990: قام قطاع السفريات والسياحة بالمجموعة بتأسيس شركة سكاي لاين للسفريات والسياحة ذ.م.م.
- 1994: تأسست شركة ليدرز ذات المسؤولية المحدودة بغرض إنشاء شركة عالمية المستوى للتجهيزات الداخلية والأثاث.
- 1997: تأسست شركة الماجد للعقارات وكذلك تأسست شركة المعرفة للميكانيكا والكهرباء وصيانة المباني ذ.م.م.
- 1997: تأسست شركة الماجد للعقارات وكذلك تأسست شركة المعرفة للميكانيكا والكهرباء وصيانة المباني ذ.م.م.
- 1999: دخلت المجموعة صناعة الوجبات الخفيفة عبر تأسيس شركة عوافي لصناعة المواد الغذائية ذ.م.م، كما تأسست شركة الماجد للاستثمارات في ذات العام.[26]
- 2004: تأسيس الشركة العربية للتشغيل والصيانة.
- 2016: تم تقديم قطاع السيارات التابع للمجموعة جينيسيس إلى سوق الإمارات العربية المتحدة كعلامة تجارية جديدة للسيارات الفاخرة تابعة لشركة هيونداي.[27]
- 2018: قامت المجموعة بتأسيس مركز صيانة هياكل السيارات.

## القطاعات

### قطاع الأعمال التجارية
يشمل قطاع الأعمال التجارية لمجموعة جمعة الماجد القابضة مجالات السيارات والشحن والعقارات والمقاولات والبناء والسلع الاستهلاكية سريعة التداول والتوزيع والسفر والتجزئة والضيافة والسياحة.

### قطاع المقاولات والخدمات
يندرج تحت هذا القطاع الأعمال الكهروميكانيكية الجاهزة والتي تشمل أيضًا إدارة المرافق والتجهيزات الداخلية والنجارة والأعمال المعدنية المعمارية. كما تقوم المجموعة أيضًا بتوريد وتركيب واختبار وتشغيل خدمات مكافحة الحرائق والحماية والوقاية منها.
شركات دولية مثل سيجما للمصاعد، أنجوس فاير، ووكر فاير ، إدواردز، ️ويفا ثيرم، أوليس، وويزي، تراني، دورو-داين، إيتون، هيندالكو، والعديد من العلامات التجارية الأخرى التي تعمل في قطاء البناء والمقاولات، كلها تربطها شراكة مع مجموعة جمعة الماجد القابضة للشركات في قطاع المقاولات والخدمات.

### قطاع العقارات
- قسم تطوير وإدارة المشاريع

تتولى قسم تطوير وإدارة المشاريع في مجموعة جمعة الماجد القابضة الإشراف على التخطيط والجدوى الاقتصادية لمشاريع الاستثمار والخاصة ومشاريع بيت الخير للمجموعة في دولة الإمارات العربية المتحدة وخارجها.
- شركة الماجد للعقارات ذ.م.م

هي شركة تابعة مملوكة بالكامل لمجموعة جمعة الماجد القابضة في قطاع العقارات
- المعرفة للميكانيكا والكهرباء وصيانة المباني ذ.م.م

شركة متخصصة في صيانة المباني وإدارة المرافق، تأسست عام 1997 بصفتها شركة تابعة لمجموعة جمعة الماجد القابضة

### السفريات
تشمل عمليات السفر والسياحة في المجموعة شركة سكاي لاين للسفريات والسياحة والشحن ذ.م.م، وشركة الماجد للسفريات ذ.م.م، وتوفر هذه الشركات خدمات السفر للأعمال والترفيه.
- سكاي لاين للسفريات والسياحة والشحن ذ.م.م

تأسست في الشارقة عام 1990 على يد صاحب السمو الشيخ محمد بن سعود القاسمي وسعادة خالد جمعة الماجد.
- الماجد للسفريات ذ.م.م

تعاون شركة الماجد للسفر ذ.م.م مع شركة سكاي لاين للسفر والسياحة لتعزيز رحلات لسفر والسياحة الترفيهية.

### قطاع الاستثمار
- شركة الماجد للاستثمار

تأسست شركة الماجد للاستثمار في عام 1999 بهدف زيادة وتنويع استثمارات المجموعة في أسواق الأسهم العالمية وأسواق المال والدخل الثابت والأسهم الخاصة والمباشرة.

## روابط خارجية
- الموقع الرسمي